# Sarajevski modni teden
Sarajevski modni teden (angleško Sarajevo Fashion Week ali SFW, bosansko/hrvaško/srbsko Sarajevska sedmica mode) je dvakrat letno prirejen sejem mode. V sklopu Sarajevskega modnega tedna se podobno kot v Milanu, Parizu ali Londonu predstavljajo najnovejše kolekcije domačih in tujih modnih kreatorjev.

## Zgodovina
SFW je bil prvič prirejen leta 2001. Uveden je bil predvsem zaradi tega, ker na področju BiH ni bilo drugih priložnosti za modne kreatorje, da bi predstavili svoje kreacije. Ravnateljica projekta je Amela Radan. Do danes se je SFW prirejal vsako leto dvakrat, poleti in jeseni.

## Modni kreatorji na SFW
- Marianne Hadorn (2001)
- Alviero Martini (2002)
- 0Simone Hauz (2003)
- Pierre Cardin (2003)
- Katherine Pradeau (2004)
- Eymeric Francois (2004)
- Irakli Nasidze (2004)
- Svjetlana Balaban (2005)
- Jan Taminiau (2005)
- Percy Irausquin (2005)
- Katrin Neyer (2005)
- Ata Omerbašić (2005)
- Adnan Hajrulahović (2005)
- Jasna Hadžimehmedović-Bekrić (2005)
- Arnel Vučić (2005)